# قوائم فرق بطولة أمم أوروبا 1972
القوائم التالية هي قوائم الدول المشاركة في بطولة أمم أوروبا 1972 في بلجيكا التي أقيمت من 14 يونيو إلى 18 يونيو 1972.

## منتخب بلجيكا لكرة القدم
مدرب الفريق : رايموند غويثالس
- كريستيان بيوت
- لوك ساندرز
- ليون دولمانز
- جيورجيس هيلنس
- ماوريس مارتنز
- جان ثيسن
- جيلبرت فان بينست
- ليون سميلينغ
- جون ثيو
- إروين فاندينديل
- جان فيريهين
- جان دوكس
- فرانس يانسينس
- راوول لامبرت
- أوديلون بولينس
- جاكوس تيغيلس
- باول فان همست

## منتخب هنغاريا لكرة القدم
مدرب الفريق : رودولف إلوفيسكي
- إستفان غيكسي
- إيمري راب
- تيبور فابيان
- لاسزلو بالينت
- بيتر جوهاز
- ميكلوس بانكسيكس
- فلوريان ألبرت
- إستفان جوهاز
- لاجوس كوشتش
- جوزيف كوفاتش
- ميهالي كوزما
- لاجوس كو
- إستفان سزوك
- فرينيك بيني
- أنتال دوناي
- لاجوس سزوكس
- ساندور زامبو

## منتخب الاتحاد السوفييتي لكرة القدم
مدرب الفريق : أليكساندر بونوماريف
- فلاديمير بيلغوي
- إفيغيني روداكوف
- نيكولاي أبراموف
- ريفاز دزودزواشفيلي
- يوري إستومن
- فلاديمير كابليتشني
- فيكتور ماتفينكو
- فلاديمير تروشكن
- أناتولي بايداتشني
- أوليغ دولماتوف
- مورتاز خورتسيلافا
- فيكتور كولوتوف
- أناتولي كونيكوف
- فلاديمير مونتيان
- أناتولي بانيشفسكي
- إدوارد كوزينكيفيتش
- غيفي نوديا
- فلاديمير أونيستشينكو

## منتخب ألمانيا الغربية لكرة القدم
مدرب الفريق : هيلموت ستشون
- وولفغانغ كليف
- سيب ماير
- فرانس بكنباور
- مايكل بيلا
- بول بريتنر
- هورست دييتر هوتغز
- هانز جورج شوارزينبيك
- بيرتي فوغتس
- راينر بونهوف
- أولي هونيس
- هورست كوبل
- غونتر نيتزر
- يورغن غرابوفيسكي
- جوب هينكس
- إرفين كريمرز
- يوهانز لوهر
- جيرد مولر
- هربرت فيمر